# Dziedzictwo rodu Poldarków
Dziedzictwo rodu Poldarków (albo Poldark) – cykl dwunastu powieści historyczno-obyczajowych brytyjskiego pisarza Winstona Grahama opublikowany w latach 1945–2002. Akcja książek rozgrywa się w latach 1783–1820 w Kornwalii, Londynie i Francji.
Na podstawie cyklu Winstona Grahama powstały dwa seriale telewizyjne BBC, pierwszy w 1975 roku (tytuł oryginalny Poldark), a drugi w latach 2015–2016 (tytuł oryginalny Poldark, tytuł polski Poldark – Wichry losu). W Polsce cykl książek ukazał się po raz pierwszy w latach 2016–2019 nakładem Wydawnictwa Czarna Owca w tłumaczeniu Tomasza Wyżyńskiego.
W 1975 roku wyeksploatowana kopalnia cyny „Wheal Roots” w miejscowości Trenear w pobliżu Wendron w Kornwalii, czynna do ok. 1800 roku, została przemianowana na „Kopalnię Poldark” (ang. Poldark Mine) i powstało tam centrum turystyczno-muzealne. W 2006 roku kopalnia i muzeum stały się częścią obszaru górniczego Kornwalii i Zachodniego Devonu wpisanego na listę światowego dziedzictwa UNESCO.

## Powieści wchodzące w skład cyklu
| Numer w serii | Tytuł angielski           | Rok  | Tytuł polski     | Rok  | Polski nr ISBN         | Czas akcji |
| ------------- | ------------------------- | ---- | ---------------- | ---- | ---------------------- | ---------- |
| 1             | Ross Poldark              | 1945 | Ross Poldark     | 2016 | ISBN 978-83-8015-165-9 | 1783–1787  |
| 2             | Demelza                   | 1946 | Demelza          | 2016 | ISBN 978-83-8015-167-3 | 1788–1790  |
| 3             | Jeremy Poldark            | 1950 | Jeremy Poldark   | 2016 | ISBN 978-83-8015-169-7 | 1790–1791  |
| 4             | Warleggan                 | 1953 | Warleggan        | 2016 | ISBN 978-83-8015-460-5 | 1792–1793  |
| 5             | The Black Moon            | 1973 | Czarny księżyc   | 2017 | ISBN 978-83-8015-462-9 | 1794–1795  |
| 6             | The Four Swans            | 1976 | Cztery łabędzie  | 2017 | ISBN 978-83-8015-464-3 | 1795–1797  |
| 7             | The Angry Tide            | 1977 | Fala gniewu      | 2017 | ISBN 978-83-8015-466-7 | 1798–1799  |
| 8             | The Stranger from the Sea | 1981 | Przybysz z morza | 2018 | ISBN 978-83-8015-742-2 | 1810–1811  |
| 9             | The Miller's Dance        | 1982 | Taniec młynarza  | 2018 | ISBN 978-83-8015-744-6 | 1812–1813  |
| 10            | The Loving Cup            | 1984 | Puchar miłości   | 2018 | ISBN 978-83-8015-746-0 | 1813–1815  |
| 11            | The Twisted Sword         | 1990 | Pogięta szpada   | 2018 | ISBN 978-83-8015-749-1 | 1815-1817  |
| 12            | Bella Poldark             | 2002 | Bella Poldark    | 2019 | ISBN 978-83-8015-752-1 | 1818–1820  |

## Główni bohaterowie

### Ross Poldark
Drobny ziemianin kornwalijski, syn Joshui Poldarka, właściciel Nampary, niewielkiego majątku, w którym działają dwie kopalnie i jest trochę ziemi uprawnej.

### Demelza Poldark z domu Carne
Żona Rossa Poldarka, córka kornwalijskiego górnika.

### Dwight Enys
Młody lekarz, którzy przybył do Kornwalii po ukończeniu studiów w Londynie i zaprzyjaźnił się z Rossem.

### Elizabeth Poldark z domu Chynoweth
Żona Francisa Poldarka, brata stryjecznego Rossa, poprzednio narzeczona Rossa.

### Francis Poldark
Brat stryjeczny Rossa, syn Charlesa Poldarka, właściciel Trenwith, okazałej rezydencji z epoki Tudorów, głównej siedziby rodu Poldarków. 

### George Warleggan
Bankier z Truro, śmiertelny wróg Rossa Poldarka.

### Verity Blamey z domu Poldark
Siostra Francisa Poldarka i siostra stryjeczna Rossa Poldarka.

### Osborne Whitworth
Pastor Kościoła anglikańskiego, który poślubił Morwennę Chynoweth, siostrę stryjeczną Elizabeth Poldark.

### Clowance Poldark
Córka Rossa i Demelzy Poldarków.

### Jeremy Poldark
Syn Rossa i Demelzy Poldarków.

### Bella Poldark
Córka Rossa i Demelzy Poldarków.